# Grand National
Grand National är en kapplöpningstävling med hinder som hålls i april varje år i Aintree, nära Liverpool i Storbritannien. Tävlingsformen kallas steeplechase. Tävlingen har skett årligen ända sedan 1839, med undantag för krigsåren 1941-1945. Grand National-mötet är ett av de största sportevenemangen i Storbritannien med cirka 150 000 besökare årligen under tre dagar, och banan anses vara en av de tuffaste i världen.

## Banan
Löpningen rids över cirka 6,907 kilometer (4 miles och 514 yards) och hästarna har 30 hinder att hoppa över. En del hinder har branta sluttningar eller vallar efter hindret. Det mest berömda hindret kallas för Bechers Brook, ett vattenhinder som hoppas två gånger. Hindret har fått namn efter kaptenen Martin Becher som stupade på hindret och föll ner i vattengraven. Många ekipage har gått omkull vid detta hinder trots att det har modifierats något sedan Martin Bechers tid. 
År 1839 när det första loppet hölls var vattenhindret en stenmur som ryttarna skulle ta sig över, samt tvingades de galoppera i upp-plöjd jord. 
Under de första åren var antalet omkullridningar i regel mycket stort. Av de 24 startande i loppet 1920 kom endast 4 i mål.
1961 såg man över alla hinder på banan och uppförslutningen innan hindren togs bort och ersattes med en svag sluttning ner mot hindren istället.

## Historia

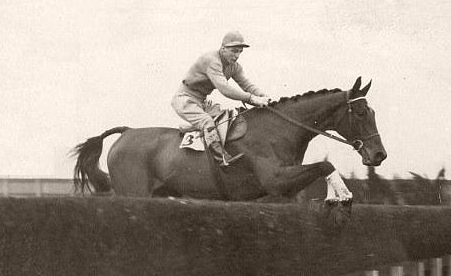
Golden Miller, 1934.

Grand National har ridits officiellt sedan 1839, även om "Nationals" hölls de två föregående åren och officiella vanliga galopptävlingar hade hållits utan hinder sedan 1829. 1839 var det jockeyn Jem Mason på den bruna hästen Lottery som vann loppet. Jem Mason ansågs då som Englands mest förnämste ryttare. Det engelska fullblodet Red Rum är med sina tre segrar (1973, 1974, 1977) den mest framgångsrika hästen i löpningens historia. Före honom är det enbart 6 hästar som har vunnit loppet mer än en gång och ingen annan har lyckats tre gånger. En kvinnlig galopptränare, Jenny Pitman, har vunnit Grand National (1983, 1995), och då Rachael Blackmore segrade på hästen Minella Times den 11 april 2021, var det första gången som kvinnlig jockey segrade i löpet.
Under Andra världskriget bestämde man sig för att under 1941-1945 stänga tävlingarna men annars har Grand National hållits varje år ända sedan 1839 (1837). Men 1965 gick det rykten om att banan sålts till en byggmästare och de kommande åren gick alltid varningar om att det årets lopp skulle bli det allra sista. 1973 såldes Aintree till Bill Davies som lovade att hålla loppen igång men redan 1975 syntes katastrofen med det lägsta åskådarantalet någonsin efter att Davies hade tredubblat biljettpriset. Detta året slöt Bill Davies ett avtal med vadslagarna som arbetade runt banan, att de skulle ta hand om planeringen och marknadsföringen av Grand National. Beslutet möttes av stort förakt från folket som menade att vadslagarna enbart ville rädda sina egna skinn. Men vadslagarna hade en genuin kärlek till Grand National och de försökte locka folk till tävlingarna under de kommande 8 åren då Bill Davies vägrade förnya deras kontrakt och försökte sälja Aintree. 
1983 köptes Aintree av Jockey-klubben som med hjälp av donationer från folket lyckades få fram den enorma summa pengar som Bill Davies krävde för Aintree. Med hjälp av sponsorer höll man nu tävlingarna igång. Efter några byten av sponsorer bestämde man sig för att Aintree även skulle användas som konferenslokaler och till bröllop och man byggde även en golfbana som kunde användas under resten av året för att klara intäkterna och för att Grand National skulle hållas igång.
Grand National har dock hållits varje år sedan starten 1893. Loppet avbröts bara en gång under 1993 på grund av ett felaktigt startskott men halva fältet såg inte flaggan och fortsatte löpet ändå. Även Skottland, Irland och Wales har sina egna Grand National och European Grand National som är det tuffaste loppet utanför Storbritannien går årligen i Tjeckien där det kallas Pardubice.